# Підземне сховище газу Чірен
Підземне сховище газу Чірен – об’єкт нафогазової інфраструктури Болгарії. Станом на початок 2020-х єдине підземне сховище газу в країні.
В 1964-му на північному заході Болгарії почалась розробка газоконденсатного родовища Чірен, ресурс з якого подали на цементний завод в Белий Ізвор та завод азотної хімії у Враці. Втім, запаси родовища були доволі незначні та швидко вичерпались. Тим часом у середині 1970-х до Болгарії розпочався імпорт газу з СРСР, при цьому першим спорудженим газопроводом стало Північне  напівкільце, від якого тепер живились зазначені вище заводи. Що стосується Чірену, то його використали для створення підземного сховища газу, введеного в експлуатацію у 1977 році.
Наразі об’єм сховища становить 550 млн м3 газу. Воно має компресорну станцію потужністю 10 МВт та 23 експлуатаційні свердловини, через які можливе закачування від 3,5 до 1,5 млн м3 на добу (в залежності від поточного тиску у сховищі). Добовий відбір становить від 4,2 до 1 млн м3 на добу.
Зв’язок сховища із газотранспортною системою відбувається через згадане вище Північне напівкільце.